# Porella rotundifolia
Porella rotundifolia là một loài rêu trong họ Porellaceae. Loài này được Schiffner mô tả khoa học đầu tiên năm 1893.
Danh pháp khoa học của loài này chưa được làm sáng tỏ. 